# Конрад I Глоговский
Конрад I Глоговский (пол. Konrad I głogowski, 1228/1231 — 6 августа 1273 или 1274) — князь Легницкий (с 1248 по 1251) и Глогувский (с 1251).

## Биография

### Юные годы
Конрад был четвёртым сыном князя Польши Генриха II Набожного и Анны Легницкой. На момент гибели его отца в 1241 году в битве при Легнице он был ещё мал и вместе с младшим братом Владиславом был помещён под опеку старшего брата Болеслава. С целью избежать дробления отцовских земель его, с согласия матери, отправили учиться в Париж, рассчитывая, что он выберет духовную карьеру. 
В 1248 году старшие братья Болеслав II Рогатка и Генрих III Белый разделили отцовские владения: Болеслав стал править в Легнице, а Генрих — во Вроцлаве. Дополнительным пунктом соглашения 1248 года были обязательства старших братьев в отношении младших: Болеслав должен был опекать Конрада, а Генрих — Владислава. Младшие братья, обреченные на выбор духовной карьеры, становились формальными соправителями старших братьев в их княжествах. Генриху удалось уговорить Владислава избрать духовную стезю, однако попытка Болеслава сделать то же самое в отношении Конрада провалилась: узнав о разделе отцовского княжества, он вернулся в Силезию и потребовал себе самостоятельный удел, отказавшись стать епископом Пассау. 

### Борьба за самостоятельный удел
Болеслав отверг претензии младшего брата, и Конрад был вынужден искать союзников на стороне. Он отправился к мужу своей сестры Елизаветы, князю Пшемыслу Великопольскому. Пшемысл благосклонно принял Конрада и согласился поддержать его претензии, поскольку это давало ему повод начать войну с Болеславом Рогаткой, претендовавшим на южную часть Великопольского княжества. В обмен на поддержку Конрад обещал отказаться от любых претензий на Великопольские земли. 24 августа 1249 года Пшемысл I вместе со своим братом Болеславом Набожным выступил против Болеслава Рогатки. 
В сражении под Бытомом они смогли разбить войско Болеслава Рогатки, а сам он попал в плен. Болеслава освободили после того, как он обещал наделить младшего брата уделом, после чего удовлетворенный Конрад вместе со своими покровителями удалился в Великую Польшу, где в 1249 году женился на сестре Пшемысла Саломее.
Но Болеслав Рогатка не выполнил своего обещания и не выделил Конраду княжества. Теперь возмутился их брат, Вроцлавский князь Генрих III Белый, пообещавший Конраду поддержку. Началась война между Болеславом и Генрихом, в которую были вовлечены соседние немецкие правители. Болеслав был вынужден уступить, и братья примирились перед лицом общей для них угрозы в лице главного сторонника Конрада Пшемысла Великопольского. Вновь не добившийся решения своей проблемы Конрад обратился против Генриха. Великопольская хроника пишет, что в 1251 году:

силезский князь Конрад из Бытома взял в плен своего родного брата Генриха, князя вроцлавского, из-за того, что тот не выполнил своего клятвенного обещания отобрать часть Силезского княжества от их брата Болеслава. А князь Генрих, отдав за себя заложников своему брату Конраду, освободился и дал Конраду обещание или отобрать от Болеслава часть земли, или выделить ему часть своей земли.— Глава 92. О пленении вроцлавского князя Генриха
В 1251 году совместное выступление Генриха Белого и Конрада при поддержке великопольских князей против Болеслава привели к его быстрому поражению. Генрих Белый занял Любенж и Садовел, а Конраду достались Глогув, Бытом, Сцинава и Кросно. Выхода у Болеслава Рогатки больше не было, и он согласился на выделение для Конрада самостоятельного Глогувского княжества.

### Правление в Глогуве
После нового раздела Силезии напряженные отношения между братьями сохранялись до конца их жизни. В 1253 году при поддержке своего постоянного сторонника Пшемысла Великопольского Конрад напал на владения Генриха Белого. Братьев примирила их мать Анна Легницкая, и в последующие годы силезские князья периодически съезжались для разрешения споров в присутствии матери и епископов Вроцлава и Любуша. 
В 1257 году Болеслав пригласил своего брата Конрада на пир в Легницу. По словам Великопольской хроники Болеслав планировал пленить Конрада, но тот узнал об этом. Конрад собрал большую свиту и поехал на пир. Спрятав большую часть своего войска около Легницы, Конрад с небольшим отрядом вошел в крепость и пленил Болеслава.
22 июля 1260 года в Глогуве собрались все сыновья Генриха II Набожного, их мать, княгиня Анна, и епископ Томаш Вроцлавский. Причина этой встречи точно не известна, но существует предположение, что ее целью была попытка Генриха Белого уговорить Конрада Глогувского и Болеслава Рогатку оказать поддержку военным кампаниям короля Чехии Пршемысла Отакара II. Другой причиной встречи могло стать совместное противодействие монгольской угрозе: в ноябре 1259 года монголы вторглись в Малую Польшу и опустошали ее до весны следующего года. Возможно поэтому в Глогуве обсуждался возможный союз силезских князей при участии Святого Престола против монголов. . 
Во внутренней политике Конрад поощрял переселение в свои земли немецких колонистов, способствовал получению Глогувом в 1253 году Магдебургского права. 

### Отношения с церковью и последние годы жизни
В отношениях с церковью Конрад поддерживал энергичного вроцлавского епископа Томаша I в вопросе о церковном иммунитете; однако после его смерти в 1268 году Конрад начал нарушать выданные им самим привилегии, что привело к конфликту с епископом Томашем II Зарембы.
В конце жизни Конрад основал в Зелёна-Гуре церковь Святой Ядвиги, посвященную его бабке Ядвиге Силезской. 
Конрад Глогувский умер 6 августа 1273 или 1274 года, предположительно от отравления. День и месяц его смерти не вызывают сомнения, а в отношении года есть расхождения между источниками. Похоронен Конрад в коллегиальной церкви Успения Пресвятой Богородицы в Глогуве, которую он основал.

## Семья и дети
Конрад Глогувский был женат дважды. В 1249 году он женился на Саломее (ок. 1225 — ок. 1267), дочери Великопольского князя Владислава Одонича. У них было шестеро детей:
- Анна (1250/1252 — 25 июня 1271), жена Людвига II Строгого, герцога Баварского
- Генрих (1251/1260 — 9 декабря 1309), князь Глогувский (1273/1274-1309) и Великопольский (1305-1309)
- Конрад (1252/1265 — 11 октября 1304), князь Сцинавский (1278-1284) и Жаганьский (1284-1304)
- Евфимия (12 января 1254 — до 1275), жена Альбрехта I, графа Горицкого и Тирольского
- Пшемысл (1255/1265 — 26 февраля 1289), князь Жаганьский (1278-1284) и Сцинавский (1284-1289)
- Хедвига (1265? — 9 июня 1318), аббатиса монастыря Святой Клары во Вроцлаве

В 1271 году Конрад женился на Софии, дочери Дитриха II, маркграфа Ландсбергского. Детей у них не было.